# Dream Evil (альбом)
Это статья об альбоме группы Dio. О шведской группе см. Dream Evil

Dream Evil (рус. Зловещий Сон) — четвёртый студийный альбом группы Dio, вышедший 21 июля 1987 года.
В записи Dream Evil участвовали новые члены группы Крэйг Голди и Клод Шнелл. Альбом сопровождали синглы «All The Fools Sailed Away» и «I Could Have Been a Dreamer». Dream Evil был последним альбомом Дио, на обложке которого изображен маскот группы Мюррей, а также последним с барабанщиком Винни Апписи до выхода альбома Strange Highways 1993 года. Это также был последний альбом с участием басиста Джимми Бейна до выхода Magica 2000 года.

## Список композиций
Все тексты написаны Ронни Джеймсом Дио.
| №  | Название                    | Музыка                                                               | Длительность |
| -- | --------------------------- | -------------------------------------------------------------------- | ------------ |
| 1. | «Night People»              | Ронни Джеймс Дио, Крэйг Голди, Джимми Бэйн, Клод Шнелл, Винни Апписи | 4:06         |
| 2. | «Dream Evil»                | Дио, Голди                                                           | 4:26         |
| 3. | «Sunset Superman»           | Дио, Голди, Бэйн, Шнелл, Апписи                                      | 5:45         |
| 4. | «All the Fools Sailed Away» | Дио, Голди                                                           | 7:10         |

| №  | Название                      | Музыка                          | Длительность |
| -- | ----------------------------- | ------------------------------- | ------------ |
| 5. | «Naked in the Rain»           | Дио                             | 5:09         |
| 6. | «Overlove»                    | Дио, Голди, Апписи              | 3:49         |
| 7. | «I Could Have Been a Dreamer» | Дио, Голди                      | 4:42         |
| 8. | «Faces in the Window»         | Дио, Голди, Бэйн, Шнелл, Апписи | 3:53         |
| 9. | «When a Woman Cries»          | Дио, Голди, Бэйн, Шнелл, Апписи | 4:43         |

## Позиции в чартах

### Альбом
| Год  | Альбом     | Позиции в чартах | Позиции в чартах |
| ---- | ---------- | ---------------- | ---------------- |
| Год  | Альбом     | Billboard 200    | UK Album Charts  |
| 1987 | Dream Evil | #43              | #8               |

### Синглы
| Год  | Песня                         | Позиции в чартах          |
| ---- | ----------------------------- | ------------------------- |
| Год  | Песня                         | US Mainstream Rock Tracks |
| 1987 | «I Could Have Been a Dreamer» | #33                       |

## Участники записи
- Ронни Джеймс Дио — вокал
- Крэйг Голди — гитара
- Джимми Бэйн — бас-гитара
- Клод Шнелл — клавишные
- Винни Апписи — ударные